# チェルノブイリ (テレビドラマ)
『チェルノブイリ ーCHERNOBYLー』（原題: Chernobyl）は、2019年より公開されたHBO・Sky UK制作によるアメリカ合衆国・イギリスの連続ドラマ。クレイグ・メイジン脚本、ヨハン・レンク監督。チェルノブイリ原子力発電所事故を描いたノンフィクション作品である。全5話からなるミニシリーズ。5月6日から6月3日まで両局にて放送されたテレビドラマ
冷戦下の1986年、当時のソビエト連邦の構成国の一つであるウクライナ・ソビエト社会主義共和国（現：ウクライナ）において発生したチェルノブイリ原子力発電所事故の際、事態を隠ぺいしようとする連邦政府の対応や、事故がもたらした人々への影響、被害の拡大を少しでも抑えようと奔走した人々の苦闘を描く。主にイギリス人俳優がソビエト人を英語で演じる。
第71回エミー賞リミテッドシリーズ部門作品賞、監督賞、脚本賞受賞。主演男優賞(ジャレッド・ハリス)、助演女優賞(エミリー・ワトソン)、助演男優賞(ステラン・スカルスガルド)ノミネートなど高い評価を受けた。
第77回ゴールデングローブ賞テレビドラマ部門では作品賞と助演男優賞（ステラン・スカルスガルド）受賞。

## あらすじ

### 第1話「1時23分45秒」
1988年4月、モスクワでKGBの監視下にあった51歳の科学者が、ある告発の録音テープを秘密の場所に隠した後、自宅で首吊り自殺する。彼は、チェルノブイリ原発事故の調査と収束を指揮した人物である。
1986年4月26日未明、つわりで目覚めたワシリー・イグナテンコ消防士の妻のリュドミラは、地響きと共に爆発音を聞く。遠方のチェルノブイリ原子力発電所が建屋から上がる炎と青白い光束で夜空を照らす、異様な光景が窓越しに見える。ほどなく、建屋に発生した火災を消火するための出動命令が下される。消防士たちは化学事故の発生を疑う。一方、発電所の制御室では、咄嗟に何が起きたのか、誰も分からない。責任者のディアトロフ副技師長は、タービンホールから出火という報告を受けて、非常用タンクが爆発したのだと思い込んで、原子炉の爆発の可能性を疑わなくなる。制御棒を炉心に挿入するため、自ら予備室に出向くが、その途中、衝撃波で割れた窓から、炉心で減速材として使うグラファイト（黒鉛）片が地上に散乱しているのを見ても、認識が変わらない。死の灰が飛び散る中、放射線焼けを負う部下たちが次々と最悪の事態を予感し始める一方で、炉心への注水操作の必要に心を奪われてしまう。現場に到着した消防士たちは口々に「金属の味がする」とつぶやき、間もなく、通常の火災にはない、異様な雰囲気を感じ取る。グラファイト片をつかんだ消防士の手は、放射線焼けでボロボロになる。
連絡を受けたブリュハーノフ所長とフォーミン技師長が到着するが、非常用タンクの爆発と建屋の火災というディアトロフの話を鵜呑みにする。同じ頃、原発から離れた橋で花火を見物するかのごとく火災を見守る老若男女の上に、死の灰が粉雪のように降り注ぎ始める。爆発の際、命じられるがまま制御棒を操作していたアキーモフ副技師長とトプトゥーノフは、爆発により既に炉心が無くなっていることを知りつつ、自責の念から、手動注水操作を行うために炉心近くの注水バルブに赴く。黙々と作業する2人の身体は次第に放射線焼けに覆われていく。プリピチャチ市執行委員会は、パニックを防ぐため、情報を統制し、市民の避難を禁止するという政治決定を下す。その間、高性能な線量計での測定も行われるが、非常用タンクの爆発説が信じられているので、誰も測定結果を信じない。遂には、ディアトロフ自ら屋上から見下ろして炉心の無事を確認すると言い出すが、放射線障害で嘔吐し、それに至らない。兵士2人によって運び出された彼の目には、原子炉から立ち上るまがまがしい黒煙や、被曝して救急車で運ばれる消防士たちの姿が遂に目に入る。嫌がるシトニコフは強要されて、屋上から燃え盛る炉心を見下ろすことになる。その顔も見る間に放射線焼けに覆われていく。
その頃、クルチャトフ原子力研究所の第1副所長であるヴァレリー・レガソフ博士の下へ、閣僚会議副議長兼エネルギー部門担当のシチェルビナを名乗る人物から、RBMK原子炉の専門家としての事故処理のための政府委員会への出席を求める電話が掛かってくる。不用意な発言を慎むよう釘を刺して電話が切られ、伝えられた放射線の数値にレガソフは不安を覚える。
夜が明け、危機的状況を知らされないプリピャチの子供達が通学する歩道に、一羽の鳥が落ちて来て死んだ。火勢の衰えない発電所が吐き出した煤煙が、赤く枯れ始めた森を越えて市街地へと流れて行く。

### 第2話「現場検証」
地元のプリピャチ病院には、放射性火傷を負った消防士たちが続々と運ばれてくる。核事故の対処法を知らぬ医師も居り適切な処置が行えないばかりか、強い放射能を帯びた防火服を廃棄するために地下室に運ぶ人々の手も放射線火傷で赤くただれる。
レガソフ博士は、ゴルバチョフ書記長も出席する閣僚会議の政府委員会に出る。タンクが爆発しただけであり弱い線量しか観察されないと報告され、知識の乏しい出席者は安堵する。しかしレガソフ博士は、グラファイト（黒鉛）片が散乱している以上、炉心が爆発して剥き出しとなり、放射性物質が放出されて周囲を激しく汚染している筈であり、測定された線量3.6レントゲンは一般的な線量計の測定上限だと指摘する。ゴルバチョフは見知らぬレガソフの場の空気を読まない発言に苛立つが、シチェルビナ副議長とレガソフに現地調査を命ずる。ヘリコプターで現地に急行した2人の目には、黒煙を噴き上げる原子炉、建屋の屋上に散乱するグラファイト片、放射性物質によりイオン化されて青白く光る大気などの光景が次々と目に入る。出迎えたブリュハーノフ所長とフォーミン技師長は炉心爆発を否定し、建屋の屋上に散乱しているのはコンクリート片であると虚勢を張るが、シチェルビナに問い詰められると返答出来ない。
現地に派遣された化学部隊を指揮するピカロフ大将が自ら建屋の近くまで装甲車を走らせ高濃度線量計で放射能を測定したところ、報告とは比較にもならない15,000レントゲンを記録し、原子炉の爆発以外あり得ないと確認する。ブリュハーノフとフォーミンは連行される。火災ではないため放水では消せないと聞いたシチェルビナは、レガソフに言われたとおり、炉心溶融物を封じ込めるための5,000トンのホウ素と砂(ケイ素)の調達に動き出す。ヘリコプターからの投下作業は、1号機が墜落したものの、続く20回の投下に成功する。火災は沈下に向かい、放射性物質の放出は減少し始める。意気込むシチェルビナに、レガソフは、近隣住民の避難が不可避であることと、既に自分たちが5年も生存しない量の被曝をしたことを告げる。諸外国が原発事故を知るところとなって、ようやく近隣住民の避難が開始される。
一方、約300キロ離れたミンスクの職場で異常な量のヨウ素131（ウラン235の核分裂生成物）を検知してから独自のルートで情報収集して事故の発生と規模を掴んだ白ロシア原子力研究所のウラナ・ホミュック博士は、直ちにチェルノブイリに急行する。シチェルビナとレガソフに、消防車の放水に由来する汚染水で溢れる地下貯水槽に炉心溶融物が流れ込み、核爆発に匹敵する規模の水蒸気爆発が発生するまで2日もないと告げる。ヨーロッパ全土の核汚染につながる大惨事を回避するには、建屋の内部構造に詳しい技師3名が炉心直下の地下タンクに入り、仕切弁を手動操作して排水しなければならない。被曝死が避けられない作業だが、シチェルビナの言葉に意気に感じた3人（アナネンコ、ベスパロフ、バラノフ）が名乗りを上げる。防護を施したウェットスーツに身をつつんで地下貯水槽に入り込むが、線量計ががなり立てる中、放射能の影響で懐中電灯が次々と消えていき、漆黒の闇の中に取り残される。

### 第3話「KGB」
地下貯水槽に入り込んだ3人は手動電源で懐中電灯の光を回復させながら進むと排水操作に成功し、しかも、奇跡的な生還を果たす。火災は鎮火に向かい、ヨウ素131とセシウム137の放出量は減少していったが、炉心の温度が上昇し、核燃料の被覆管に使うジルコニウム95が検出されて、遂にメルトダウンが始まる。
炉心溶融物が最下部のコンクリート床を突き抜けると、地下水と接触し、ドニエプル川に沿って、キエフから黒海までが核汚染される。電話で報告を受けたゴルバチョフは、事故により権力基盤が揺らぎ始めたことを感じて不機嫌となり、避難区域の拡大を求めるレガソフを全く相手にしないで電話を切る。憤るレガソフをシチェルビナは半ば強引に散歩に誘い出す。シチェルビナは技師や消防士など重度の被曝者の末路をたずねる。彼らは潜伏期間を経て皮膚に水疱が浮かんで黒ずむなど容態が急変、細胞組織が損傷し、骨髄が破壊されて免疫不全となり、臓器や軟組織の腐敗が進み、血管が破壊されて出血などした末に、モルヒネも効かない激痛に襲われて落命することになる。それを聞いたシチェルビナは、「ガンや再生不良性貧血で死ねる我々は幸せ」と冗談を飛ばす。空気が和んだところで、自分たちには常時、尾行がついていることを示し、室内での会話も全て盗聴されていることを伝える。
レガソフがホテルに戻ると、ウラナ・ホミュックがまんじりともせずに事故の原因を検討している。原子炉の爆発という、理屈の上では起こり得ない事故の原因は、当直だった技師たちから事情聴取しないと分からない。レガソフは、再発防止のためにも、モスクワの第6病院に出向いて生存者が死ぬ前にヒアリングするよう頼む。
炉心溶融物をコンクリート床で食い止めるため、液体窒素を用いる熱交換器を地下に設置することになる。建屋内には入れないため、外からトンネルを掘らねばならない。ただ、地盤を破壊する重機が使えないので、手掘りに頼るしかない。シャドフ石炭相がトゥーラ炭鉱に出向いて、棟梁のグルホフ率いる炭鉱夫たちを動員してくる。シチェルビナとレガソフは真実を隠してグルホフに工事内容を説明するが、グルホフは、「暗闇で働く者は全てを見透かす」との言葉どおり、既に発電所の周辺は汚染されていて、防護服やマスクもあまり意味がないことを察する。坑内の温度は50℃に達するも、放射能を含んだ粉塵が舞い上がるという理由で送風機を使わせてもらえない。炭鉱夫たちは遂に、作業服やマスクを脱ぎ捨てて、全裸になって掘り始める。あっけにとられるシチェルビナとレガソフに、グルホフは死後の保障を求めるが、シチェルビナも既に約束できる身ではない。
ワシリー・イグナテンコ消防士の妻のリュドミラは、転院先のモスクワの第6病院を訪れる。面会謝絶で追い返されかけるが、「30分だけ、決して触らない」と約束して病室に入れてもらう。夫は、痛々しい姿ながら、相部屋の同僚たちとゲームに興じている。約束を破って夫と抱擁し、安堵するリュドミラだったが、その晩、病室そばの給湯室で仮眠していると、全身の痛みを訴える夫の悲鳴が聞こえてくる。あわてて病室に駆け込むと、看護師たちの間から夫の皮膚が真っ黒になっているのが見える。
同じ第6病院で、ホミュックが事情聴取を行っている。ディアトロフは証言を拒む。頭髪は抜け落ちているものの、食事に不平をこぼし、寝返りも打てる。一方、トプトゥーノフは辛うじて人の形を保っているに過ぎない。証言の途中で鼻血が噴き出てくる。アキーモフも協力的だが、既に顔面が崩れてしまっている。2人の技師はいずれも、「出力が急上昇したので、原子炉を緊急停止させるAZ-5ボタンを押下したところ、原子炉が爆発した」と証言する。
容体が急変したワシリーは、同僚たちと同じく、別室に移される。既に人の形を失い始めている。リュドミラは死期が近いのをみて、プラスチックカーテンの中に入り込んで手を握り、妊娠していることを告げる。たまたまそれを見つけたホミュックが、あわてて連れ出すが、妊婦を被曝の危険に曝した怠慢行為として報告・公表しなければならないと声高に騒いだため、監視していたKGBに逮捕されてしまう。
政府委員会の席上、シチェルビナは、関係者の献身的な努力で火災が鎮火し、メルトダウンを回避するための作業が続けられていることを報告する。終了後にレガソフは、チェルコーフKGB第一副議長に詰め寄って、ホミュックの釈放を求める。レガソフが「実直なバカ」であることを看て取ったチェルコーフは、釈放の求めに応じる。レガソフとホミュックは、どんなに疎んじられても逃げ出さずに真相を解明するのが科学者の責務であることを互いに確認する。レガソフの提言どおり、住民避難区域が拡大される。
ワシリーは死亡する。ワシリーの遺体は同じように亡くなった同僚たちとともに、鉛の棺桶で封印され、遺族たちが見守る中で埋められた後、直ちにコンクリートによって更に覆われる。リュドミラは夫の靴を両手に持ちながら、その様子を見守ることしかできない。

### 第4話「掃討作戦」
原子炉爆発から数ヵ月が過ぎ、プリピャチ市周辺では、住民の避難に続き、除染作業が行われている。兵士たちは放射線除けに効き目があると信じられるウォッカをがぶ飲みし、くすねた鉛板で作った「卵のカゴ」で生殖器を覆って作業する。動物駆除チームに、若い兵士パヴェルが配属されてくる。彼は出征経験のない素人で、ライフル銃へ弾込めする手つきも覚束ない。駆除する動物の多くは避難の際に見捨てられたペットである。人気を察して集まってくるところを片端から狙い撃ちし、その後で一軒ずつ回って、屋内に隠れたものを射殺していく。パヴェルも次第に駆除にも慣れていく。餌がないにも関わらず多くの動物が生きている事を訝しむパヴェルに、古参兵は動物たちは鶏を喰い、その次は共食いで食いつないでいると言う。パヴェルは飛び込んだ廃屋内で子犬たちが人間の死体を餌にしている様に衝撃を受け手が出せない。外へ出て思わずウォッカを口にするパヴェルの耳に、代わった古参兵が撃ち続ける銃声が聞こえてくる。
モスクワ第6病院のディアトロフは、回復したものの、相変わらずホミュックへの証言を拒んでいる。ディアトロフは、自身はどうせ銃殺刑だと決めていて、真相究明に関心を示さない。そのホミュックは、モスクワ大学図書館で1976年の論文「極限状況下のRBMK炉について」を探し出す。この論文は著者が不詳で、肝心の部分が削除されていた。ただ、削除されなかった目次から、AZ-5ボタンを押すことで、却って原子炉内の核分裂反応を促進してしまう事象が論じられていたことを知る。
チェルノブイリ原発には、新たにタラカノフ少将が派遣されてくる。放射能汚染を食い止めるためには爆発した4号炉を覆う必要があるが、建屋の屋上には高濃度の放射能に汚染されたグラファイト（黒鉛）片が散らばっており、それらを片付けなければ、4号炉を覆う建造物のための工事を始められない。重さで屋根が抜け落ちてしまうため、遠隔操作のブルドーザーは使えない。汚染度が低い箇所は、ルノホート計画で使用した月面車をブルドーザー代わりに使って、グラファイト片を屋上端から建屋下に落としていくことができる。一方、汚染度が高い箇所は、ガンマ線が電子回路を焼き切ってしまうため、月面車が使えない。アメリカを頼れないので、西ドイツからロボット「ジョーカー」を導入する。ヘリコプターで建屋屋上に「ジョーカー」を下ろし、レガソフやシチェルビナ、タラカノフがオペレーター室で見守る前で作業開始という数秒後に、電子回路が焼き切れて動かなくなってしまう。シチェルビナは、連邦政府が「ソ連で核災害は起きていない」という建て前に沿って、西ドイツに対して、放射線量を実際の毎時12,000レントゲンでなく毎時2,000レントゲンと虚偽の数値を伝えて「ジョーカー」を導入したことを知り、モスクワへの電話口で激高する。現場で凄惨な光景を目の当たりにしているシチェルビナは、思わず悪態をついて受話器を壁に叩きつけ、最終的に電話機そのものを破壊する。
レガソフたちは苦悩の末に「バイオロボット」、すなわち生身の人間に作業させるほかないという結論に至る。タラカノフは兵士たちにグラファイト片除去の任務を行うよう命令する。防護策を施しても2分作業すれば寿命が半減し、3分作業すれば余命数ヵ月となるような過酷な環境では1人あたりわずか90秒しか作業できないため、1人が2～3回、グラファイト片をスコップで投げ落とすと、もう時間切れになる。ところが、建屋屋上は大小、無数のグラファイト片で覆われている。兵士の1人は、時間切れを告げる合図を聞いて、あわてて戻る途中で、グラファイト片に足が挟まって転んでしまう。ようやく室内に戻るが、見ると長靴が破れており、「君は終わりだ」と告げられる。彼が任務を果たしたのか、それとも寿命が尽きたのか、誰にも分からない。「バイオロボット」による作業は、3828名の兵士によって、10月から翌年春まで続けられることになる。
12月になって、調査を終えたホミュックがプリピャチ市に戻ってくる。レガソフ、シチェルビナ、ホミュックの3人は盗聴の心配のない廃屋内で顔を合わせる。事故発生時の当直員に安全規則違反はあったが、爆発の原因は別にあるとの結論。その根拠となった論文「極限状況下のRBMK炉について」は、レガソフの元同僚であるヴァルコフが、1975年のレニングラード原子力発電所で起きた圧力管破損事故の後、執筆している。RBMK原子炉は、低出力での運転を続けると不安定になり、そこでAZ-5ボタンを押すと、ホウ素で出来た制御棒が炉心に挿入されるが、制御棒先端は中性子減速作用を持つ黒鉛で作られているため、意図せず核分裂反応が促進されてしまうという欠陥を抱えている。この欠陥は通常の運転を行う限り表面化しないが、事故発生時のチェルノブイリ原子力発電所4号炉では、テストにむけて、低下する出力を維持しようと、炉心から二百本以上ある制御棒を数本残して引き抜いている。その後、AZ-5ボタンが押下され、原子炉が爆発する。論文はRBMK原子炉の欠陥を告発するものだったが、KGBは論文を機密指定の上で隠蔽し、ヴァルコフも失職させている。ホミュックは、間もなく行われるIAEA本部への報告で告発して、運転中の16基のRBMK原子炉の改修を政府に促さないと犠牲者が浮かばれないという意見を持つ。だが、シチェルビナは告発者とその家族に生命の危険がある以上、信念を曲げねばならないと諭す。
未亡人となったリュドミラ・イグナテンコは、独りで出産するためキエフに引っ越してくる。公園で産気づくが、出生後4時間で胎児は死ぬ。被曝の後遺症は母体でなく、胎児にあらわれる。医師と交わした幾つもの約束を破り嘘を重ねた報いに打ちひしがれ、リュドミラは生気無く佇む。

### 第5話「真実」
放射線障害に侵されるレガソフだったが、RBMK原子炉の欠陥を修理するとの言質をチャルコーフから取り付け、IAEA本部へは欠陥を伏せ、職員のミスが原因である旨の報告を行う。チェルコーフKGB第一副議長は、裁判が終わり次第、レガソフを表彰し、所長に昇進させると言うが、修理の実施については言を左右して答えない。ホミュックは、来る裁判で招かれた科学者に真相を告げ、修理を求める声を上げさせるしかないと説くが、レガソフは御用学者たちを信ずる気にはなれない。
1987年7月、共産党中央委員会と最高会議幹部会による裁判がチェルノブイリにて開催される。証人として出廷したシチェルビナ、ホミュック、レガソフの3人によって、ブリュハーノフ、ディアトロフ、フォーミンら被告3名の罪状が明らかにされる。途中、シチェルビナが咳込んで退席したため、裁判は30分間の休廷となる。あわてて後を追ってきたレガソフに、シチェルビナは吐血を拭ったハンカチを見せ、余命1年を宣告された旨を告げる。単なる捨て石だったゆえに事故処理の責任者とされたと自嘲する。しかしレガソフは、原子炉爆発の事態収拾など、他の誰にもできなかったと励ます一方で、真実を告発する意思を固める。
時を遡って事故発生当日の朝、出勤したディアトロフは、失敗続きで未完となっている安全性試験が終了すれば、ブリュハーノフ所長が栄転し、フォーミン技師長が所長に昇格するも、技師長に昇格するのはディアトロフでなく、シトニコフである可能性が高いと告げられる。電源喪失の事態を想定し、出力を下げてタービンの惰性回転による電力で、非常用ディーゼル発電機が起動するまでの約1分間、冷却水を送り続けられるかを試す、竣工に必要なテストであるが、功を焦る3人は未完のまま、3年前に竣工証明書に署名してしまっている。おりしもキエフ電力局からは、月末を控えて工場生産に影響を及ぼさないよう、テストの実施を10時間遅らせるよう指令がある。10時間遅れた結果、テストに関する知識を持たない夜勤組に全てが委ねられる。アキーモフやトプトゥーノフが初めて目にする指示書は、作業手順の多くが説明なく線で消されている。あわてて日勤組の技師に電話をかけると、線が引かれる前の指示に従えと助言される。苛立ち、安全規則を無視してテスト強行のための指示を出し続けるディアトロフに対し、不安を募らせるアキーモフだったが、一切の反論は許されない。この間、低出力運転が続けられていた原子炉では、蓄積されたキセノンが中性子を吸収して反応を阻害し、出力が上がりにくくなっている（キセノンオーバーライド）。そこへテストに向けて出力低下操作が行われたため、原子炉はいったん停止寸前に陥る。出力を回復させるため、制御棒のほとんどが炉心から引き抜かれるが、それでもテストの条件を満たすまでには出力が回復しない。システムの警告を無視して、いよいよテストが開始され、タービンが停止される。冷却水が炉心に回らなくなって温度が上昇し、キセノンが消滅すると、今度は逆に、出力が急上昇する。あわてるアキーモフとトプトゥーノフは緊急停止をはかりAZ-5ボタンを押下して全制御棒が炉に挿入されるが、制御棒先端の黒鉛が逆に反応を促進し、自重1000トンある炉心の蓋が許容量の10倍を超えた圧力によって吹き飛ばされ、炉心に流れ込んだ酸素が水素（高熱によって被覆管から発生する）と灼熱の黒鉛に結び付き、大爆発が発生して建屋を吹き飛ばす。
法廷では、ディアトロフがレガソフの証言を否定する。求める証言を得た裁判長と検察官は証言を終えさせようとするが、これをレガソフが拒み、すかさずシチェルビナも証言を続けさせるよう指示する。レガソフはいまだ16基が運転中のRBMK原子炉の欠陥が、KGBと共産党中央委員会によって隠蔽されてきたと告発する。法廷は静まり返る。「危険な橋」を渡ったレガソフは、閉廷後、別室に連行される。そこに現れたチェルコーフは、「科学者の愚かしさ」を非難するも、世界的に有名なレガソフを処刑はせず、社会的に抹殺し、放射線障害で寿命が尽きるのを待つことになると告げる。シチェルビナとホミュックの2人も真相告発に協力していたことを察しながら不問にする。2人はレガソフがKGBによっていずこともなく連行されるのを遠く見守る。
事故発生の2年後、独りで「嘘の代償」を問い続けたレガソフは、失意の中で自ら命を絶つ。エピローグにおいて、実写映像と共に字幕で数々の事実が語られる。
- レガソフの死後、その回想録がソ連の科学界で広く共有されることとなった。また、レガソフの自殺によって回想録は黙殺できないものとなる。結局、ソビエト連邦政府はRBMK原子炉の設計上の欠陥を認め、チェルノブイリのような事故の再発を防ぐため、ようやくRBMK原子炉に対して改良が行われた。
- 事故処理に当たったレガソフは、多くの科学者たちに支えられており、その中の数人は政府の説明に異を唱えたことが原因で収監された。ホミュックはそうした科学者たちを象徴する存在として創作された人物である。
- シチェルビナは事故から4年後、1990年に亡くなった。
- ブリュハノフ、ディアトロフ、フォーミンの3人の被告たちは、10年の強制労働を命じられた。フォーミンは出所後、ロシアにあるカリーニン原子力発電所に勤務した。ディアトロフは放射線関連の病により、1995年に亡くなった。
- 事故発生時の爆発で犠牲となったヴァレリー・コデムチェクの遺体は、現在も4号炉の下に横たわっている。
- 事故発生時の火災消火に当たった消防士たちの衣服は現在もプリピャチの病院の地下にあり、今なお危険な量[1]の放射線を放っている。
- リュドミラは夫と娘を亡くした後、数度発作に襲われて倒れ、もう子供を産むことができないと宣告された。しかしそれは間違っており、彼女は現在キエフで息子と暮らしている。
- 事故発生時、橋に集まって死の灰が降る中火災を見物していた人々は、その全員が亡くなった。現在、その橋は「死の橋」と呼ばれている（ただし、これは現在単なる都市伝説であることが有力視されている）。
- メルトダウンの間、一ヶ月間昼夜を問わずトンネル掘削に従事した400人の炭鉱夫のうち、100人は40歳を迎える前に亡くなった。
- 地下貯水槽の水を抜いた3人はその後死亡したと報じられたが、実際は入院後全員が生き延びた。そのうちの2人は現在も存命である。
- 事故処理のために延べ60万人が徴用され、その多くが放射線障害で亡くなったが、ソビエト連邦政府はそれに関する公式記録を残していない。
- 事故によって発生した立入禁止の放射能汚染エリアは、ベラルーシとウクライナにまたがる2600平方キロメートルに及ぶ。事故によって約30万人もの住民が避難させられ、その際には「避難は一時的なもの」とされたが、現在も戻ることは許可されていない。
- ゴルバチョフは1991年の連邦崩壊までソビエト連邦を統治した。その後の2006年、「チェルノブイリ原発事故こそが、ソ連崩壊の真の原因かもしれない」と記している。
- 2017年、4号炉を覆う新しい構造物（新安全閉じ込め構造物）が総工費20億ドルをかけて建造された。これは100年間放射性物質を閉じ込めるよう設計されている。
- 事故後、ウクライナとベラルーシではガンの罹患率が飛躍的に上昇した。その中で最も高かったのは子供たちだった。
- チェルノブイリ原子力発電所事故の実際の犠牲者数は（恐らく）永遠に不明である。概算では4000人から9万3000人とされる。なお、ソビエト連邦が発表した公式な犠牲者数は、1987年から変わらず31人のままである。

そして最後に、「事故で苦しんだ全ての人と、犠牲になった全ての人に捧ぐ（In memory of all who suffered and sacrificed. ）」という字幕が映された後、クレジットタイトルとなる。

## エピソードリスト
| 回 | 邦題        | 原題                         | 放送時間 | 放送日（アメリカ） |
| -- | ----------- | ---------------------------- | -------- | ------------------ |
| 1  | 1時23分45秒 | 1:23:45                      | 63分     | 2019年5月6日       |
| 2  | 現場検証    | Please Remain Calm           | 69分     | 2019年5月13日      |
| 3  | KGB         | Open Wide, O Earth           | 66分     | 2019年5月20日      |
| 4  | 掃討作戦    | The Happiness of All Mankind | 66分     | 2019年5月27日      |
| 5  | 真実        | Vichnaya Pamyat              | 76分     | 2019年6月3日       |

## キャスト
- ヴァレリー・レガソフ：ジャレッド・ハリス
- ボリス・シチェルビナ（英語版）：ステラン・スカルスガルド
- ウラナ・ホミュック：エミリー・ワトソン
- アナトリー・ディアトロフ（英語版）：ポール・リッター
- ヴィクトル・ブリュハノフ（英語版）：コン・オニール
- ミハイル・ゴルバチョフ：デヴィッド・デンシック
- ワシリー・イグナテンコ（英語版）：アダム・ナガイティス
- リュドミラ・イグナテンコ：ジェシー・バックリー
- ニコライ・フォーミン（英語版）：エイドリアン・ローリンズ
- アレクサンドル・アキーモフ（英語版）：サム・トラウトン
- レオニード・トプトゥーノフ（英語版）：ロバート・エムズ
- ウラジーミル・ピカロフ（英語版）：マーク・ルイス・ジョーンズ
- チャルコーフ：アラン・ウィリアムズ
- アンドレイ・グルホフ：アレックス・ファーンズ
- ニコライ・タラカノフ（英語版）：ラルフ・アイネソン
- パベル・グレモフ：バリー・コーガン
- バチョー：ファレス・ファレス
- アンドレイ・ステパーシン：マイケル・マケルハットン

登場人物はいずれも実在の人物だが、ホミュック博士のみ作劇と尺の都合により事故当時レガソフなどと共に事故調査に当たった幾人かの科学者を一人に纏めた架空の人物となっている。

## 日本での放送
日本ではスターチャンネルで2019年9月25日からSTAR2で字幕版が、2019年9月30日からSTAR3で吹替版が放送され、放送翌日の2019年9月26日からAmazon Prime Video スターチャンネルEXで配信された。
のち、YouTube／Google Play ムービーなどでも配信され、2020年3月にDVDレンタル開始。2020年4月にブルーレイがAmazon.co.jp限定版として発売され、2021年4月に通常版が発売された。
吹替キャスト
- ジャレッド・ハリス：森田順平
- ステラン・スカルスガルド：稲葉実
- エミリー・ワトソン：塩田朋子
- ジェシー・バックリー：小若和郁那
- ポール・リッター：田中正彦
- コン・オニール：多田野曜平
- デヴィッド・デンシック：原田晃
- アダム・ナガイティス：阪口周平
- エイドリアン・ローリンズ：中博史
- サム・トラウトン：丸山壮史
- ロバート・エムズ：村井雄治
- バリー・コーガン：岩中睦樹
- ファレス・ファレス：咲野俊介
- マーク・ルイス・ジョーンズ：辻親八
- ラルフ・アイネソン：仲野裕
- アラン・ウィリアムズ：秋元羊介

## その他
チェルノブイリ原子力発電所内のシーンは、廃炉となったリトアニアのイグナリナ原子力発電所跡で撮影された。